# Hydra madagascariensis
Hydra madagascariensis är en nässeldjursart som beskrevs av Campbell 1999. Hydra madagascariensis ingår i släktet Hydra och familjen Hydridae.
Artens utbredningsområde är Madagaskar. Inga underarter finns listade i Catalogue of Life.